# Clelandina
Clelandina – rodzaj późnopermskiego (strefa Endothiodon – Dicynodon) gorgonopsyda, którego szczątki znaleziono w Republice Południowej Afryki. Miał bardzo niską i szeroką czaszkę oraz zaokrąglony pysk. Rodzaj opisany przez Roberta Brooma w 1948 roku.
Znany jest z trzech gatunków:
- C. rubigei Broom, 1948 – gatunek typowy; miał czaszkę długości 20 cm; na uwagę zasługuje brak zębów zakłowych; kły bardzo mocne.
- C. scheepersi Brink & Kitching, 1953 – czaszka długości 19 cm; początkowo opisana jako Dracocephalus scheepersi, ale włączona do rodzaju Clelandina w 1970 roku.
- C. majora Broom, 1948